# Carl Ludwig Lory
Carl Ludwig Lory (* 21. Oktober 1838 in Münsingen BE; † 5. Dezember 1909 in Bern) war ein Schweizer Unternehmer, Kunstsammler und Stifter.

## Leben
Carl Ludwig Lory war Sohn des Arztes Johann Lory in Münsingen. Er absolvierte eine Ausbildung zum Kaufmann in Basel. Mit 19 zog er nach Moskau, wo seine Firma für Farbwaren und Chemikalien die Basler Firma Geigy vertrat. Er wurde zum Pionier des schweizerischen Exporthandels im Zarenreich.
1877 trat er in den Ruhestand und lebte bis zu seinem Tod in Münsingen im heutigen Loryheim, seinem damaligen Elternhaus. Lory hinterliess ein grosses Vermögen, das er testamentarisch hauptsächlich gemeinnützigen Stiftungen vermachte.

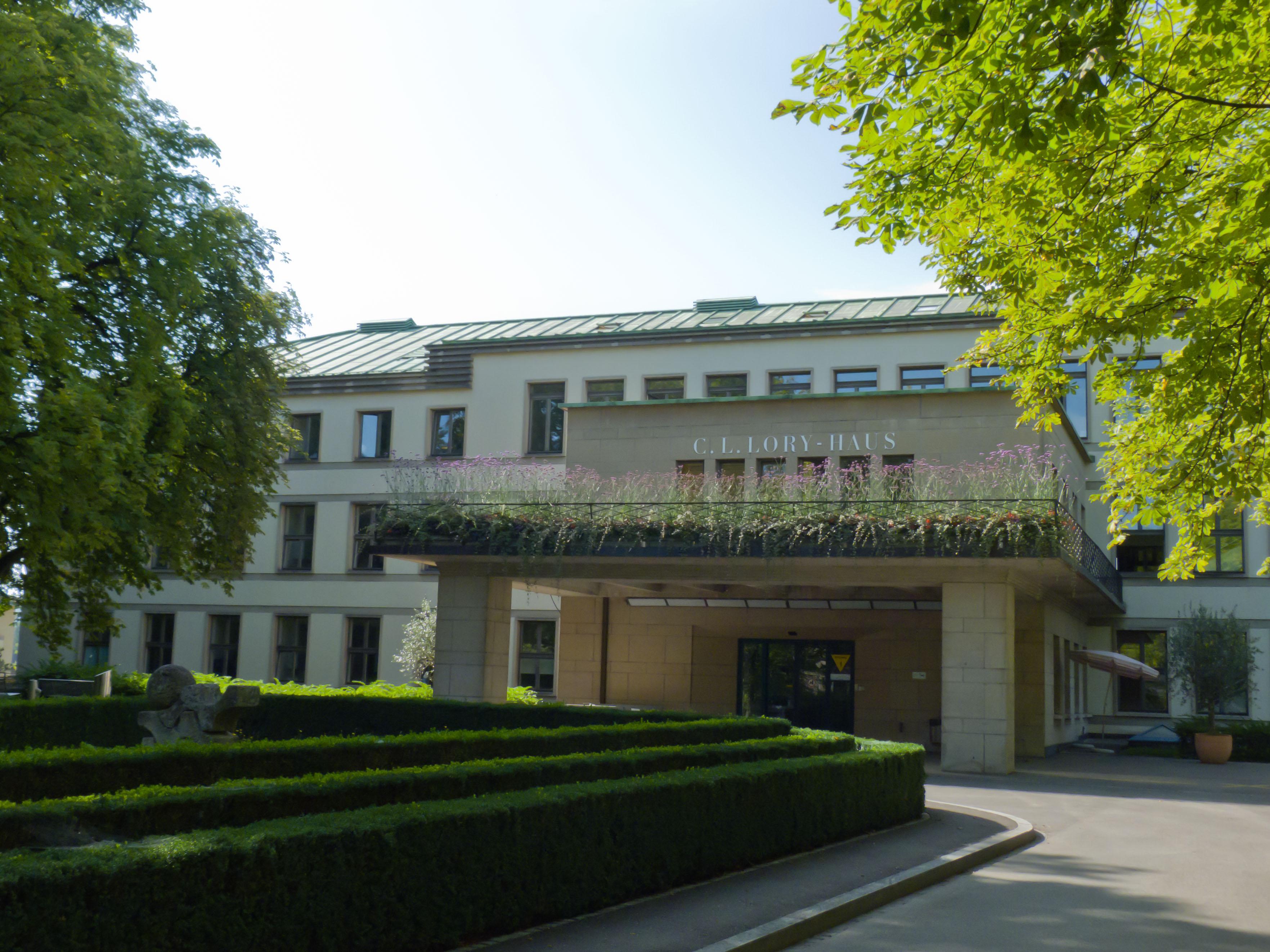
Eingang C.L.Lory-Haus

Den grössten Teil seines Vermögens stiftete er in einem Legat von 3,4 Millionen Franken dem Berner Inselspital, welches damit 1927 bis 1929 das Loryspital baute. Eine Bedingung war, dass das Legat nicht durch die Kosten des Betriebes in Anspruch genommen werden darf (auch damals hatte das Inselspital Betriebsdefizite). Heute gehört es als C.L.Lory-Haus zum Inselspital.
Lorys Sammlung von über 300 Bildern von Gabriel Lory (Vater) und Gabriel Lory (Sohn), die aus der gleichen Familie stammten, kamen als Legat ans Kunstmuseum Bern.
Nach ihm sind auch der Loryplatz und die Lorystrasse nahe des Loryspitals in Bern benannt.